# Morad Zemouri
Morad (Mourad) Zemouri, (* 3. březen 1992) je alžírský zápasník–judista, který od roku 2015 reprezentuje Katar. V roce 2016 se v rámci asijské kontinentální kvóty kvalifikoval pro účast na olympijských hrách v Riu, kde vypadl v úvodním kole. Přípravu na olympijské hry absolvoval doma v Alžírsku.